# Neumann Kaffee Gruppe
Die Neumann Gruppe GmbH ist die Konzernobergesellschaft eines Kaffeegroßhandelsunternehmens mit Sitz in Hamburg. Das Unternehmen ist im Besitz von David M. Neumann.
Mit mehr als 60 Unternehmen in 27 Ländern ist die Gruppe in den Bereichen Export und Mühlen, Farmmanagement, Agenturen und Niederlassungen, sowie Import und weiteren Dienstleistungen entlang der Kaffee-Lieferkette tätig. 

## Unternehmensgeschichte

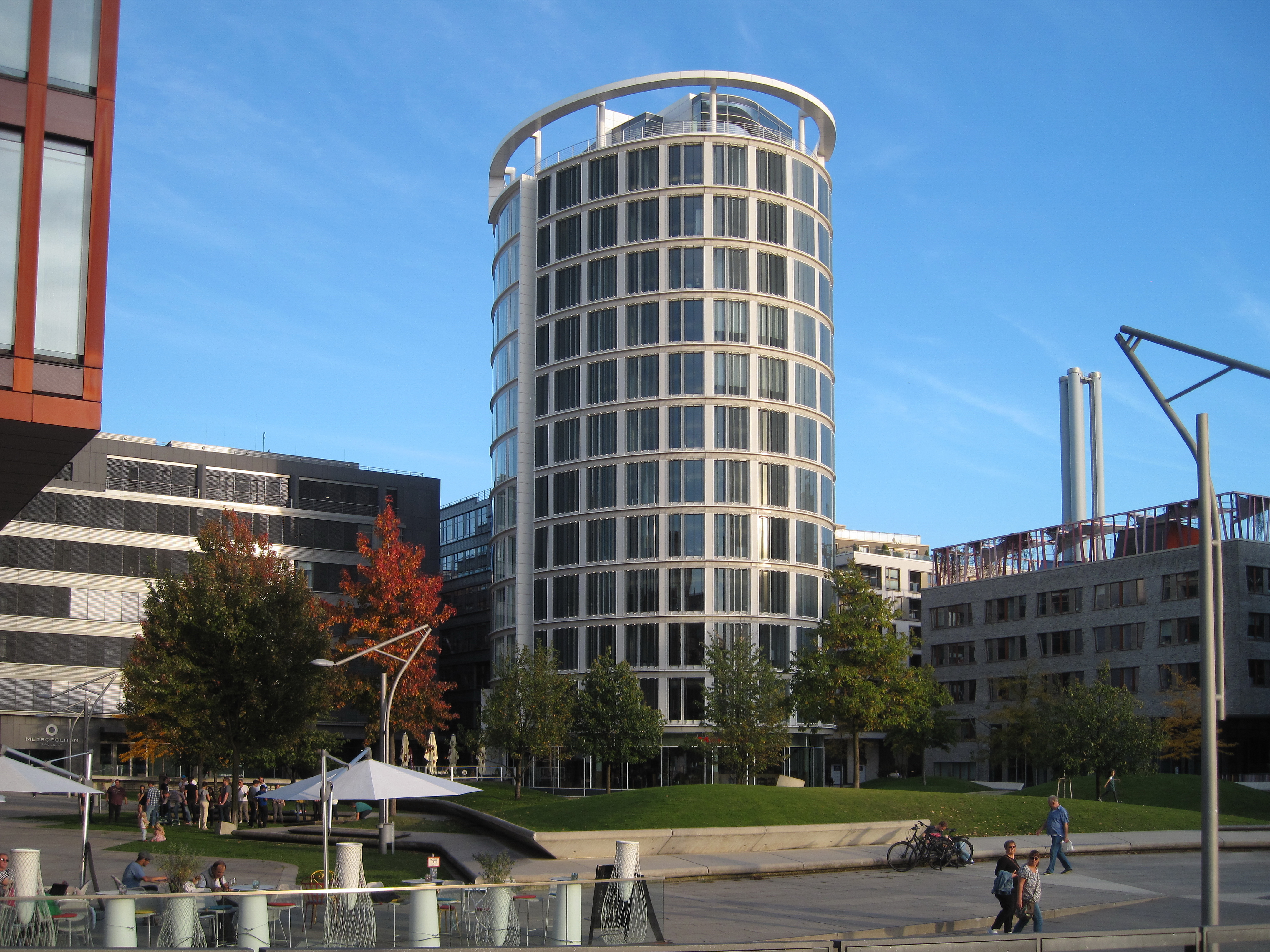
NKG-Verwaltungsgebäude am Sandtorpark in der Hamburger HafenCity

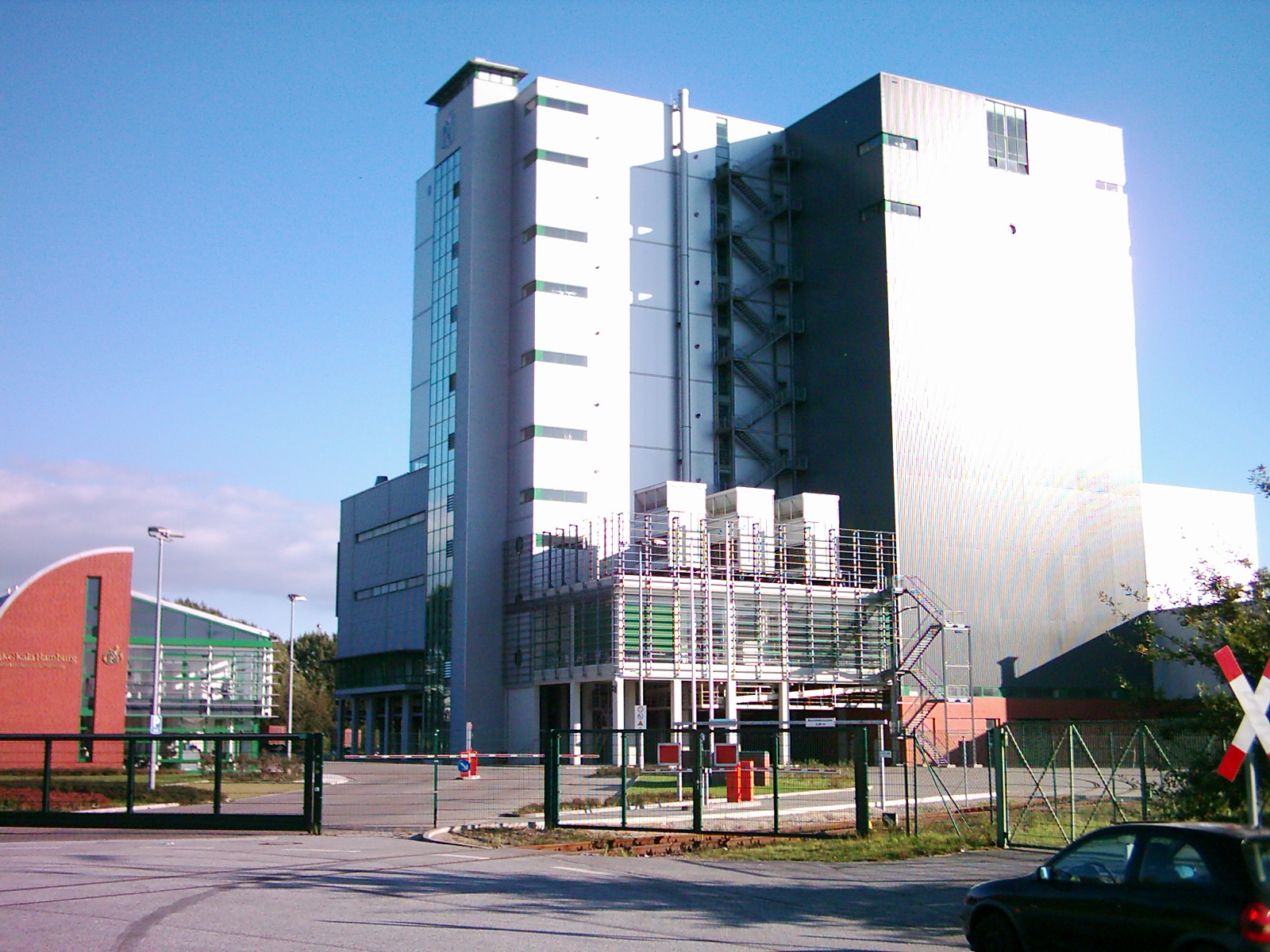
NKG Kala Hamburg auf der Hohen Schaar in Hamburg-Wilhelmsburg

1934 begann Hanns R. Neumann nach Firmenangaben als Makler und Agent in Hamburg mit Kaffee zu handeln. Im Jahr 1988 erwarb Neumann den ebenfalls in Hamburg ansässigen Wettbewerber Bernhard Rothfos AG (gegründet 1922). Der Sohn des Gründers, Michael R. Neumann, übernahm später das Unternehmen im Jahr 1989. Aus den beiden Unternehmen und ihren Tochterfirmen wurde dann noch im selben Jahr die Neumann Kaffee Gruppe gegründet. Hierbei wurde die Hanns R. Neumann GmbH von der heutigen Holding des Unternehmens, Neumann Gruppe GmbH abgelöst. Die Bernhard Rothfos AG wurde umbenannt in die Bernhard Rothfos GmbH, und als Handelshaus in die Gruppe eingegliedert. Die damaligen Tochterfirmen der beiden Unternehmen bilden heute einen Teil der über 50 Firmen in der Neumann Kaffee Gruppe. Im Jahr 2004 trat David M. Neumann die Nachfolge seines Vaters Michael R. Neumann als Sprecher der Geschäftsführung an (heute: CEO der NKG), während sein Vater Vorsitzender des Aufsichtsrats wurde. Die NKG Kala, welche im damaligen Hamburger Freihafen das 1975 eingeweihte, weltweit erste Rohkaffee-Silo besaß (Investitionsaufwand: 600.000 DM), zog im Jahr 2006 nach Hamburg-Wilhelmsburg. Des Weiteren wurde die Gruppe im Jahr 2008 um Tochterfirmen in Frankreich, Indien, und den USA erweitert. Im selben Jahr wurde jede siebte Kaffeebohne weltweit durch die Neumann Kaffee Gruppe gehandelt. Im Jahr 2016 folgte die Inbetriebnahme von Großmühlen in Brasilien und Kolumbien, gefolgt von bedeutenden Investitionen in wichtigen Anbauländern im Jahr 2017. In den darauffolgenden Jahren entwickelte die NKG außerdem NKG Bloom (2019), welches zum Ziel hat die Lebensbedingungen der Bäuerinnen und Bauern zu verbessern, sowie NKG Verified (2021), welches zum Ziel hat, eine genauere Rückverfolgbarkeit der Lieferketten zu gewährleisten. Ein weiteres Projekt, welches erstmals 2022 in den USA umgesetzt wurde, ist der NKG Partnership to Advance Coffee Equity (NKG PACE). Das Programm hat das Ziel, mehr Diversität in der Kaffeeindustrie der USA zu etablieren, und in Kooperation mit der CCRE, Mitgliedern der „Black Community“ eine Chance zu geben, Qualitätsexperten für Rohkaffee zu werden.
2005 errichtete Michael Neumann mit seiner Familie die unabhängige und gemeinnützige Hanns R. Neumann Stiftung (HRNS), für welche er bis heute tätig ist. Die HRNS arbeitet unabhängig von der Neumann Kaffee Gruppe und setzt sich für „mehr Nachhaltigkeit in der Kaffeewirtschaft“ ein.

## Geschäftsfelder und Unternehmen
Die Neumann Kaffee Gruppe ist mit mehr als 60 Unternehmen in 27 Ländern weltweit vertreten und bedient mehrere Dienstleistungen in der Rohkaffeewertschöpfungskette. Hierzu gehören der Export, Import, Farmmanagement sowie die Versicherung, Logistik, Lagerung und Statistik. Die NKG ist ausschließlich auf Kaffee fokussiert: produziert, handelt, und beliefert von Spezialitätenkaffee bis hin zu Instantkaffee diverse Märkte im B2B-Geschäft. Im Jahr 2020 generierte die NKG ein Umsatzvolumen von 14 Millionen Sack (a 60 kg), was ca. 8,5 % des weltweiten Verbrauchs entsprach.
| Name                                              | Dienstleistung      | Sitz                                                                                       | Website |
| ------------------------------------------------- | ------------------- | ------------------------------------------------------------------------------------------ | --- |
| Atlas Coffee Importers Inc.                       | Spezialitätenhandel | Seattle, USA                                                                               | www.atlascoffee.com                                                                                                 |
| InterAmerican Coffee                              | Spezialitätenhandel | Zug, Schweiz San Diego, Houston, Hoboken, USA                                              | www.interamericancoffee.ch www.interamericancoffee.com                                                              |
| InterAmerican Coffee Pty Ltd.                     | Spezialitätenhandel | Sydney, Australien London, Großbritannien Hamburg, Deutschland San Diego, USA Houston, USA | www.interamericancoffee.com.au www.interamericancoffee.co.uk www.interamericancoffee.de www.interamericancoffee.com |
| Beneficio De Cafe Montecristo S.A. (BECAMO)       | Export              | Dos Caminos Villanueva, Honduras                                                           | www.becamo.hn |
| CECA S.A.                                         | Export              | Barrio Dent, Costa Rica                                                                    | www.ceca.co.cr |
| Compañia Internacional del Café S.A.C. (COINCA)   | Export              | Lima, Peru                                                                                 | www.coinca.com.pe                                                                                                   |
| Exportadora De Cafe California                    | Export              | Veracruz, Mexiko                                                                           | www.eccmexico.com                                                                                                   |
| Ibero Ltd.                                        | Export              | Nairobi, Kenia Kampala, Uganda                                                             | - www.ibero.co.ug                                                                                                   |
| Neumann Gruppe GmbH Representative Office Vietnam | Export              | Ho Chi Minh City, Vietnam                                                                  | vietnam.nkg.net |
| New Guinea Highlands Coffee Exports Ltd.          | Export              | Goroka, Papua-Neuguinea                                                                    | www.nghce.coffee |
| NKG Coffee Mills Kenya                            | Export              | Nairobi, Kenia                                                                             | www.ethiopia.nkg.net                                                                                                |
| NKG India Coffee Pvt. Ltd.                        | Export              | Bengaluru, Indien                                                                          | - |
| NKG Representative Office - Ethiopia              | Export              | Addis Ababa, Äthiopien                                                                     | www.ethiopia.nkg.net                                                                                                |
| NKG Stockler Ltda.                                | Export              | Santos, Brasilien                                                                          | www.stocklerltda.com.br                                                                                             |
| Pt. Berindo Jaya                                  | Export              | Panjang Bandar Lampung, Indonesien                                                         | - |
| SKN Caribecafe Ltda.                              | Export              | Bogotá, Kolumbien                                                                          | - |
| Bernhard Rothfos GmbH                             | Import              | Hamburg, Deutschland                                                                       | www.rothfos.de |
| Bernhard Rothfos Intercafé AG                     | Import              | Zug, Schweiz                                                                               | www.bric.ch |
| Bero Coffee Singapore Pte Ltd.                    | Import              | Singapur                                                                                   | www.berocoffee.com.sg                                                                                               |
| Bero Polska sp. z.o.o                             | Import              | Gdynia, Polen                                                                              | www.bero.pl |
| Coprocafe Iberica S.A.                            | Import              | Madrid, Spanien                                                                            | www.coprocafe.com                                                                                                   |
| Maison P. Jobin & Cie S.A.S                       | Import              | Le Havre, Frankreich                                                                       | www.maison-jobin.com                                                                                                |
| NKG Bero Italia S.p.A.                            | Import              | Genova, Italien                                                                            | www.nkgbero.it |
| Rothfos Corporation                               | Import              | Hoboken, USA                                                                               | www.greencoffeetrading.com                                                                                          |
| Finca Puebla S.A. de C.V.                         | Farmmanagement      | Xicotepec de Juárez, Mexiko                                                                | www.fincapuebla.com                                                                                                 |
| Kaweri Coffee Plantation Ltd.                     | Farmmanagement      | Mubende, Uganda                                                                            | www.kaweri.com |
| NKG Fazendas Brasileiras Ltda.                    | Farmmanagement      | Santo Antônio do Amparo, Brasilien                                                         | www.fazendadalagoa.com                                                                                              |
| NKG Tropical Farm Management GmbH                 | Farmmanagement      | Zug, Schweiz; Nairobi, Kenia                                                               | www.nkgtropical.com www.tropicalke.co.ke                                                                            |
| NKG Quality Service                               | Quality             | Zug, Schweiz                                                                               | www.nkgquality.com                                                                                                  |
| NG Insurance-Service GmbH                         | Service             | Hamburg, Deutschland                                                                       | - |
| Neumann Gruppe GmbH                               | Holding             | Hamburg, Deutschland                                                                       | www.nkg.net |
| Neumann Kaffee Gruppe Statistical Unit Ltd.       | Service             | London, Großbritannien                                                                     | www.nkgstat.com |
| NKG Kala Hamburg GmbH                             | Service             | Hamburg, Deutschland                                                                       | www.nkg-kala.com |
| Instant Products International GmbH               | Import              | Hamburg, Deutschland                                                                       | - |
| NKG Korea                                         | Export              | Seoul, Korea                                                                               | www.nkgkorea.com |
| Nordic Approach                                   | Import              | Oslo, Norway                                                                               | https://nordicapproach.no/                                                                                          |
| Tropiq - Specialty Coffee Import and Export       | Import              | Oslo, Norway                                                                               | https://www.tropiq.no/                                                                                              |

## NKG Responsible Business Program
Das Responsible Business Program der Neumann Kaffee Gruppe legt die vier folgenden Kernziele fest, welche verantwortungsbewusstes Wirtschaften bei der NKG definieren:
1. Die Förderung eines verantwortungsbewussten Verhaltens innerhalb der NKG. Dies soll durch die Förderung einer Lernkultur, die Steigerung der Vielfalt unter den Mitarbeitenden, und die Verbesserung der Gesundheit und Sicherheit am Arbeitsplatz erreicht werden.
2. Die Stärkung des Einflusses der Neumann Kaffee Gruppe entlang der Lieferkette. Dies soll durch den Einsatz von Technologien und durch die Zusammenarbeit mit den Geschäftspartnern erreicht werden.
3. Die Verbesserung der Lebensbedingungen von Kaffeebäuerinnen und -bauern. Dies soll durch Kooperationen innerhalb der Kaffeeindustrie durch die Befähigung der Kaffeebäuerinnen und -bauern sowie die Überbrückung der Finanzierungslücke erreicht werden.
4. Der Schutz der Umwelt. Dies soll durch die Identifizierung des ökologischen Fußabdrucks und Verringerung der CO2-Emissionen sowie die Förderung umweltfreundlicher und widerstandsfähiger Kaffeeanbaumethoden erreicht werden.

### NKG Bloom

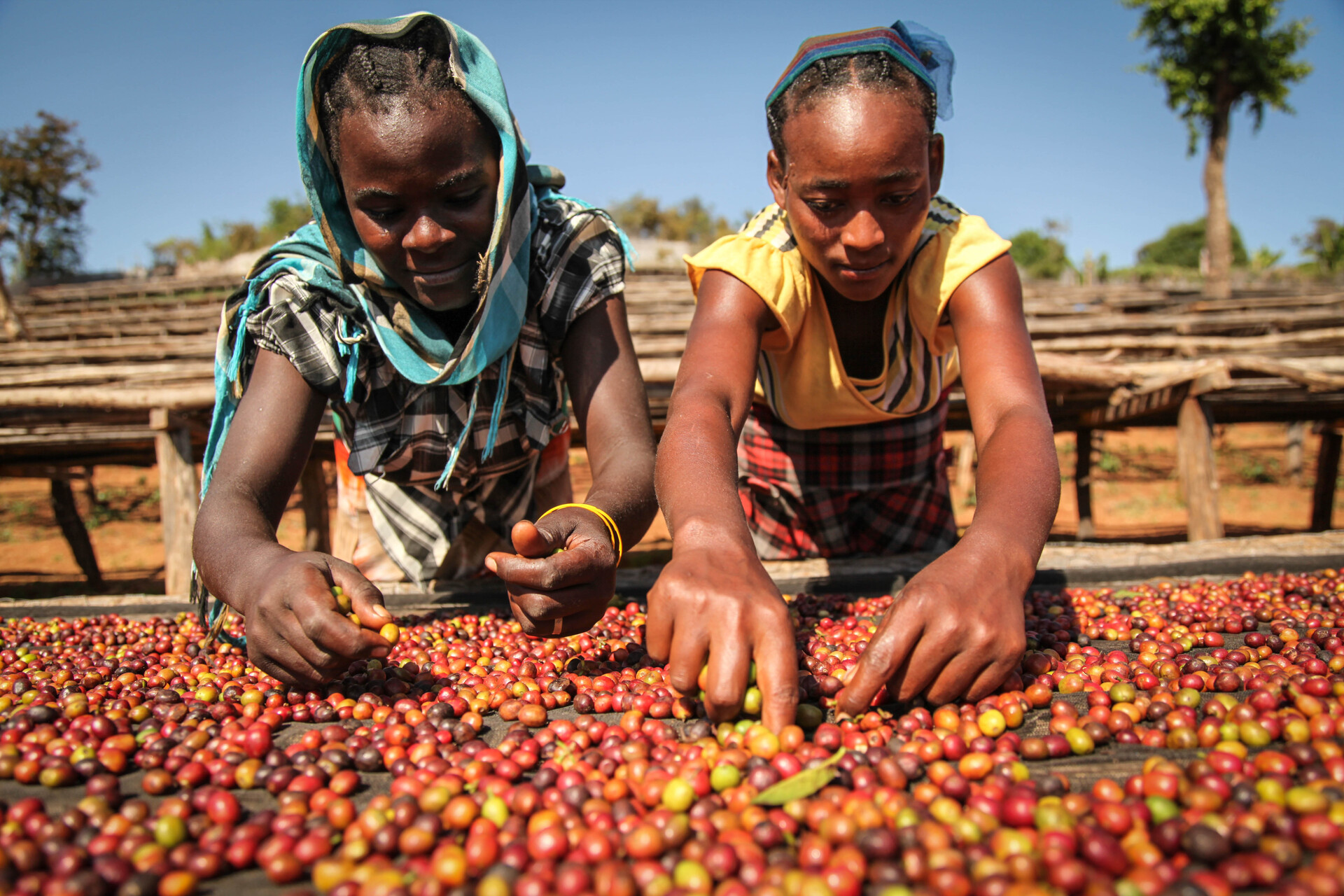
NKG Bloom im Ursprung

Die NKG Bloom Initiative der Neumann Kaffee Gruppe soll Kleinbauern und Kleinbäuerinnen ermöglichen, ihr Potential auszuschöpfen sowie sie dazu befähigen, ihre Lebensgrundlage zu verbessern. Denn die geringe Rentabilität, Herausforderungen durch den Klimawandel und die Stadtflucht machen den Kaffeeanbau zu einer wenig attraktiven Geschäftsoption für Kaffeebäuerinnen und -bauern der jetzigen und der kommenden Generationen. Kleinbäuerinnen und Kleinbauern, welche weniger als 30 Hektar bewirtschaften, werden daher Dienstleistungen und Ressourcen zur Verfügung gestellt, welche sie benötigen, um ihre Betriebe unter Ausnutzung ihres vollen Potenzials zu betreiben, und einen Weg aus der Armut zu finden. Ziel der NKG Bloom Initiative ist eine langfristige und rentable Rohkaffeeversorgung.
Das Ziel von NKG Bloom ist es bis 2030 in 10 Ländern 300.000 Kaffeebauernfamilien zu erreichen. Im Jahr 2022 ist NKG Bloom bereits Uganda, Honduras, Kenia, und Mexiko vertreten.

### NKG Verified
Die NKG Verified ist ein Programm, welches den Kunden der NKG einen transparenten Einblick in die wirtschaftlichen, sozialen und ökologischen Indikatoren entlang der Lieferkette ermöglicht. Mit jeder Lieferung eines NKG Verified zertifiziertem Kaffees erhält der Kunde einen leicht zu lesenden Nachhaltigkeitsbericht, in welchem die einzelnen Indikatoren und deren Bewertung, sowie die Gesamtbewertung des Kaffees aufgeführt sind. Das Programm entspricht den industriebezogenen Nachhaltigkeitsstandards und ist im Einklang mit den „Sustainable Development Goals“ (SDGs) der Vereinten Nationen. Des Weiteren unterliegt NKG Verified sowohl internen als auch externen Audits von Farmebene bis Exporteur-Ebene, was eine Gewährleistung der Einhaltung der wichtigsten Nachhaltigkeitskriterien ermöglicht.
An dem Programm beteiligt, sind Kaffeefarmen jeder Größe und alle Akteure entlang der Wertschöpfungskette, welche die Voraussetzungen erfüllen, die NKG-Verified fordert. Beispielsweise müssen Teilnehmer die Zwangsarbeit, Abholzung, und die schlimmsten Formen der Kinderarbeit vermeiden.
Anbieter der NKG-Verified Kaffees sind die folgenden NKG-Exporteure:
- NKG Stockler – sieben bestehende Lieferketten (neue Lieferketten im Q4 2022)
- Exportadora de Café California
- NKG India
- NKG Vietnam
- Berindo
- SKN Caribecafé

## Plantagen

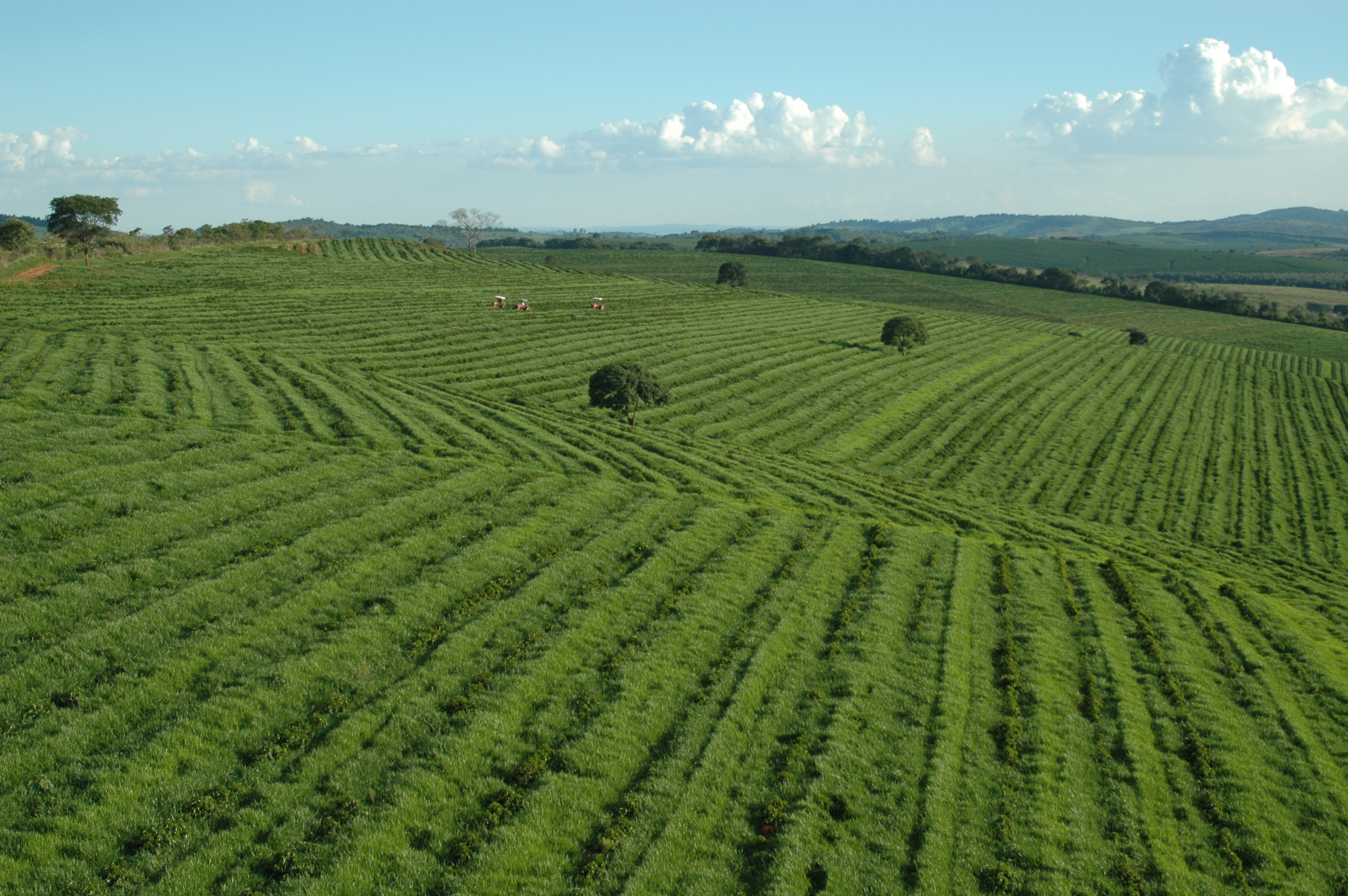
Blick über die Kaffeeplantage Da Lagoa in Santo Antônio do Amparo (2007).

- Finca La Puebla bei Xicotepec de Juárez (Puebla, Mexiko), gehört seit 1991 zur NKG. Sie umfasst rund 2.512 Hektar, wovon 1.626 Hektar Anbaufläche sind. Die Farm produziert ca. 10.000 Sack im Jahr und ist sowohl Rainforest Alliance als auch 4c zertifiziert.[13]
- Kaweri-Plantage im Distrikt Mubende (Uganda), gehört seit 2001 zur NKG. Sie umfasst rund 2.521 Hektar Anbaufläche, wovon ca. 1.626 Hektar Anbaufläche sind. Die Plantage produziert ca. 35.000 Sack im Jahr.[14]
- Fazenda Da Lagoa in Santo Antônio do Amparo (Minas Gerais, Brasilien), gehört seit 2003 zur NKG. Sie umfasst rund 3.713 Hektar, wovon 1.857 Hektar Anbaufläche sind. Die Fazenda produziert ca. 60.000 Sack im Jahr und ist sowohl Rainforest Alliance als auch 4c zertifiziert.[15]

## Kritik
Wegen Vorgängen um die Einrichtung der Kaweri-Plantage Mubende steht die Neumann Kaffee Gruppe seit mehreren Jahren in der Kritik. Nach Angaben der NKG sei das Land von einem privaten Besitzer an den Staat Uganda verkauft worden. Im August 2001 seien Bewohner, die sich weigerten Kompensationszahlungen anzunehmen, nach Medienberichten vom ugandischen Militär unter schwerer Menschenrechtsverletzung aus ihren Häusern vertrieben worden. Kurze Zeit später hätten die Arbeiten an der Plantage begonnen. Nach Angaben der Menschenrechtsaktivisten von FIAN seien insgesamt 2000 Menschen vertrieben worden. Nach Angaben der NKG habe es sich um 25 Kleinbauern gehandelt, die sich geweigert hätten, das beanspruchte Land zu verlassen.
In einer offiziellen Beschwerde beschuldigte FIAN 2009 zusammen mit einer Gruppe aus Mubene die NKG, gegen die freiwilligen OECD-Leitsätze für Multinationale Unternehmen verstoßen zu haben. Die Regierungen von OECD-Mitgliedsstaaten müssen über nationale „Kontaktstellen“ die Anwendung der Leitlinien fördern und auf vertraulichem Wege Lösungen suchen. Nach Gesprächen mit allen Beteiligten hat die Nationale Kontaktstelle 2011 festgestellt, es gebe keine Hinweise, dass die NKG das Land nicht „gutgläubig erworben“ habe. Den Parteien wurde eine außergerichtliche Einigung nahegelegt.
Eine Klage aus dem Jahre 2002 hat bis 2018 zu keinem rechtskräftigen Urteil geführt. Seit Anfang 2018 ist die Kaweri-Plantage nicht mehr UTZ-zertifiziert. Eine Begründung dafür lieferte UTZ nicht - die UTZ (Anm die UTZ existiert seit 2018 nicht mehr).
Am 16. Dezember 2019 bot die Staatsanwaltschaft in der Verhandlung in Kampala eine finanzielle Entschädigung für zerstörtes Eigentum in Höhe von insgesamt 3,8 Milliarden Ugandischen Schilling an (rund 950.000 Euro). Zusätzlich will sie 150 Millionen Schilling Verfahrenskosten erstatten, äquivalent zu rund 37.000 €. Bedingung für diese Entschädigung ist, dass der Fall damit umfassend und endgültig beigelegt ist. Die Neumann Kaffee Gruppe hat bisher kein Entschädigungsangebot vorgelegt. 325 der 401 Kläger erklärten schriftlich, das Entschädigungsangebot der Staatsanwaltschaft annehmen zu wollen. Den 76 Klägern, deren Haltung dem Gericht nicht vorlag, soll das Hohe Gericht in Mubende das Entschädigungsangebot erläutern, um eine Entscheidung nach dieser Information zu ermöglichen.

## Belege
1. ↑  NKG Webauftritt "Über uns"
2. ↑  Rohkaffee-Silo im Freihafen Hamburger Abendblatt vom 21. November 1975, abgerufen am 6. Mai 2015
3. ↑  Neumann Kaffee - Weltweit jede siebte Tasse kommt aus Hamburg Hamburger Abendblatt vom 10. Mai 2008
4. ↑  NKG Webauftritt
5. ↑  Neumann Kaffee Gruppe: Unser Netzwerk: Globale Struktur, lokale Präsenz. NKG, abgerufen am 29. November 2022 (deutsch).
6. ↑  Neumann Kaffee Gruppe: Über uns: Von den kleinsten Details zum großen Ganzen. In: Neumann Kaffee Gruppe (NKG). Abgerufen am 29. November 2022 (deutsch).
7. ↑  Neumann Kaffee Gruppe: Was ist NKG Bloom? Abgerufen am 29. November 2022 (deutsch).
8. ↑  Neumann Kaffee Gruppe: NKG Bloom Länder. Abgerufen am 29. November 2022 (deutsch).
9. ↑  Neumann Kaffee Gruppe: Fokus NKG Verified: Bereitstellung von rückverfolgbaren Lieferketten. Abgerufen am 29. November 2022.
10. ↑  Neumann Kaffee Gruppe: Mehrwert für die Rohkaffeeabnehmer. Abgerufen am 29. November 2022.
11. 1 2  Neumann Kaffee Gruppe: Rückverfolgbarkeit und Einhaltung von Nachhaltigkeitskriterien. Abgerufen am 29. November 2022.
12. ↑  Neumann Kaffee Gruppe: NKG Bloom und NKG Verified Kaffees: Sind über unsere Importeure weltweit erhältlich. Abgerufen am 29. November 2022.
13. ↑  Neumann Kaffee Gruppe: Finca la Puebla. In: NKG Tropical Farm Management GmbH. Abgerufen am 29. November 2022 (amerikanisches Englisch).
14. ↑  Neumann Kaffee Gruppe: Kaweri. In: NKG Tropical Farm Management GmbH. Abgerufen am 29. November 2022 (amerikanisches Englisch).
15. ↑  Neumann Kaffee Gruppe: Fazenda da Lagoa. Abgerufen am 29. November 2022 (amerikanisches Englisch).
16. 1 2  NDR: Kaffee-Firma profitiert von Vertreibung in Uganda. 9. April 2013, abgerufen am 13. August 2019.
17. 1 2  NKG in Uganda "Die Ereignisse um die Kaweri Coffee Plantation – eine Chronologie von 2000 bis 2019". NKG, abgerufen am 27. August 2019.
18. ↑  Nationale Kontaktstelle (2011) Abschließende Erklärung der deutschen Nationalen Kontaktstelle für die OECD-Leitsätze für multinationale Unternehmen zu einer Beschwerde von Wake up and Fight for Your Rights Madudu Group und FIAN gegen die Neumann Gruppe GmbH. MR J. Steffens, Bundesministerium für Wirtschaft und Technologie, 30. März 2011. verfügbar, abgerufen am 19. November 2019.
19. ↑  Vertreibungen - Kaffee mit bitterem Nachgeschmack In: srf.ch, 15. Januar 2018, abgerufen am 7. April 2018.
20. ↑  Andrea Jeska: Unsere Farm in Afrika. ZEIT Online, 28. August 2014, abgerufen am 13. September 2019.
21. 1 2   lifepr.de: Vertriebene der Kaweri Kaffeeplantage: Ugandisches Gericht verlängert Frist zur Entscheidung über Entschädigungsangebot der Regierung, abgerufen am 8. Mai 2020.